# Kontrolní program
Kontrolní program v epidemiologii má za cíl trvale zjišťovat, zda se v populaci vyskytuje konkrétní nemoc. 

V oboru veterinární epidemiologie se odlišným typem testování monitoruje, zda se endemie vyskytuje ve stádu.

Při vzorkování populace (epidemiologie) se používají všechny průkazné výběry vzorků tak, aby co nejpřesněji zachytily realitu.
Součástí kontrolních programů je i certifikační program, který pomocí pravidelných testů dokazuje, že se pravděpodobnost výskytu nemoci ve stádě blíží nule. Velké množství dat se získává na jatkách, kde se provádí testování všech poražených zvířat. Jedná se o nahodilé testování (haphazard sampling). Přestože se jedná o cílený výběr vzorků, lze pomocí nich dokázat, že se nemoc v ozdravené populaci stále nevyskytuje.

Cílem programu je trvalý monitoring nemoci.

## Statistická velikost vzorku
Pokud budeme populaci jednoho druhu zvířat považovat za jedince, pak ze statistického hlediska musíme testovat tak velký počet jedinců, aby byl výsledek průkazný.
Minimální velikost vzorku nám určí kalkulátor velikosti vzorku (Sample Size Calculator).
Do kalkulátoru se musí udat požadovaná hladina jistoty (confidence level) a požadované rozmezí (confidence interval).
Confidence level určuje, pro jak velkou populaci výsledek platí, respektive s jak velkou pravděpodobností platí (nejčastěji 95% nebo 99%).
Confidence interval je aritmetický průměr plus minus směrodatná odchylka. Absolutní jistota znamená, že plus a minus hodnoty od průměru jsou 50% (confidence interval=50). Nejmenší přijatelná jistota znamená, že hodnoty plus a minus od průměru jsou 4% (confidence interval=4).

## Depistáž nemoci v populaci
U společenských zvířat hodnotíme jedince obdobně jako při depistáži nemoci v humánní populaci. Obecně platí, že čím větší bude vzorek, tím větší statistickou sílu bude mít.
Zcela jiný přístup se použije u hospodářských zvířat.
Populace hospodářských zvířat je rozdělena na farmy (stáda). U některých nemocí hodnotíme stádo jako celek (např. paratuberkulóza). Hovoříme o kolektivním zdraví. Pokud se ve stádu vyskytne jediný nemocný jedinec, je celé stádo považováno za pozitivní.
Validita laboratorního testu má zásadní dopad na hodnocení pravděpodobnosti výskytu nemoci ve stádě.
Čím je specificita laboratorního testu nižší, tím více jedinců bude falešně označeno za pozitivní. Snažíme se proto najít co nejmenší statisticky průkazný vzorek. 
Nic pod 30 kusů není statisticky průkazné, proto je z každého stáda odebíráno minimálně 30 zvířat (případně všechna, je-li stádo menší než 30 ks). Toto číslo platí pro senzitivitu Sn = 100%. Je-li senzitivita nižší, musí se počet navýšit. Pokud je Sn = 60%, pak je minimální statistický vzorek 50 zvířat.
Obecný vzorec pro nejmenší možný průkazný vzorek stáda

n = 30/Sn

n – velikost vzorku

Sn – senzitivita laboratorního testu

Při tomto testování nehledáme nemoc ve stádě, ale v celé populaci.
Test nám neřekne, zda je stádo infikované, na to musíme testovat všechny jedince ve stádě respektive statisticky významný vzorek stáda (do 300 kusů se testují zpravidla všechna zvířata – viz paratuberkulóza).

## Stádovávalidita laboratorního testu
Stádová senzitivita je vyšší než individuální senzitivita stejného testu. To znamená, že při testování stád zachytíme mnohem větší procento infikovaných stád než infikovaných jedinců. To je velkou výhodou.
Čím více se testuje jedinců, tím větší je pravděpodobnost, že se nemoc ve stádu detekuje.

HSe = 1- (1-Pap)ⁿ

HSe – stádová senzitivita laboratorního testu (Herd Sensitivity)

Pap – prevalence testovaná (apparent prevalence)

n – počet zvířat testovaných ve stádu

Stádová specificita laboratorního testu je naopak mnohem nižší než individuální specificita stejného testu. To znamená, že při testu stáda označíme mnohem víc stád za falešně pozitivní než při individuálním testování. To je velkou nevýhodou.
Čím více se testuje jedinců, tím větší je pravděpodobnost, že se stádo falešně označí za pozitivní. Čím méně budeme testovat jedinců ve stádě, tím lépe se této chybě vyhneme.

HSp = Spⁿ

HSp – stádová specificita (Herd Specificity)

Sp – specificita laboratorního testu

n – počet testovaných zvířat ve stádu

Pozitivní prognostická hodnota PPV (positive predictive value) a negativní prognostická hodnota NPV (negative predictive value) se u stád vypočítá s pomocí validity laboratorního testu a prevalence (viz paratuberkulóza). Obecně platí, že testy s nízkou validitou lze použít v počátcích ozdravování, ale v konečné fázi, kdy je nemocných ve stádě minimum, jsou zcela nevhodné. 

## Vztah prevalence a validity
Procento stád, které je v populaci pozitivní, se nazývá stádová prevalence, ta zajímá globální epidemiology.

Procento jedinců, které je uvnitř stáda pozitivní, se nazývá individuální prevalence, ta je důležitá pro chovatele.
 
Pro endemie jako paratuberkulóza je typické, že individuální prevalence uvnitř stáda se blíží nule, ale takových stád je v populaci vysoké procento. Stádová prevalence je tedy vysoká, individuální je minimální, často na hranici detekování.
Při začátku ozdravování bývá předpokládaná prevalence nemoci velká, snažíme se zachytit nemocné, ozdravit stádo i celou populaci. Testy s nízkou validitou jsou pro ozdravování vhodné a široce používané. 
Pokud je stádo téměř ozdraveno a prevalence se blíží nule, pak musíme eliminovat falešně pozitivní výsledky. To se provádí verifikací pozitivních testů. Zvířata označená testem za pozitivní testujeme znovu odlišnými testy tak, abychom měli sto procentní jistotu, že je jedinec pravdivě pozitivní. 

## Certifikační program
Dokázat, že je stádo prosté konkrétní nemoci, vyžaduje pravidelné testování. Stádo nikdy netestované má maximální riziko, že se v něm nemoc vyskytuje.
Testy se nejčastěji opakují jednou ročně, ale jsou i testy, které se v chovu provádí každý druhý rok či jednou za pět let. 
Program stanovuje, jaký test konkrétně se musí provést na jak velkém počtu zvířat, aby byla certifikace stáda pro daný rok platná.
Nastavit správně frekvenci testů a jejich druh, je záležitost národní (zpravidla ministerstva zemědělství). Součástí testování je vždy verifikace pozitivních výsledků.
Pravděpodobnost, že se nemoc ve stádu nevyskytuje, se počítá na základě teritoriálních údajů, lokálních údajů i historie stáda. 
Pokud je testování stáda s certifikátem nastaveno moc přísně, stává se pro chovatele nákladné certifikát udržet. Pokud je moc benevolentní, neodhalí infikované stádo, způsobí nenahraditelné škody.
Výpočty pravděpodobnosti, že se nemoc ve stádu nevyskytuje, provádí specializované počítačové programy. Stojí na třech pilířích: statistická velikost vzorku, validita laboratorního testu, pravděpodobnost.